# Tramlijn 90 (Brussel)
De voormalige Brusselse premetro- en tramlijn 90 verbond het Zuidstation (Sint-Gillis) met het metrostation Rogier, weliswaar via een omweg.
Intussen is deze tramlijn opgeheven en grotendeels vervangen door de nieuwe tramlijn 25.

## Voormalige traject
Zuidstation - Hallepoort - Sint-Gillis Voorplein - Horta - Albert - Berkendaal - Vanderkindere - Churchill - Edith Cavell - Gossart - Longchamp - Bascule - Legrand - Ster - Buyl - Steenweg op Boondaal - Etterbeek station - 2e Lansiers - Arsenaal - Hansen-Soulie - Pétillon - Boileau - Montgomery - Georges Henri - Diamant - Meiser - Meiser station - Vaderland - Weldoeners - Wijnheuvelen - Robiano - Lefrancq - Liedts - Thomas - Noordstation - Rogier.

## Bijzonderheden
Tramlijn 90 was een soort ringlijn, die het zuidelijke en noordelijke eindpunt van de noord-zuidverbinding verbond via de grote oostelijke ringlanen.

## Materieel
Deze tramlijn werd gereden met tweeledige PCC-trams van de serie 77xx-78xx.

## Kleur
De kenkleur van deze lijn was bruin.